# Cmentarz Żołnierzy Włoskich w Warszawie

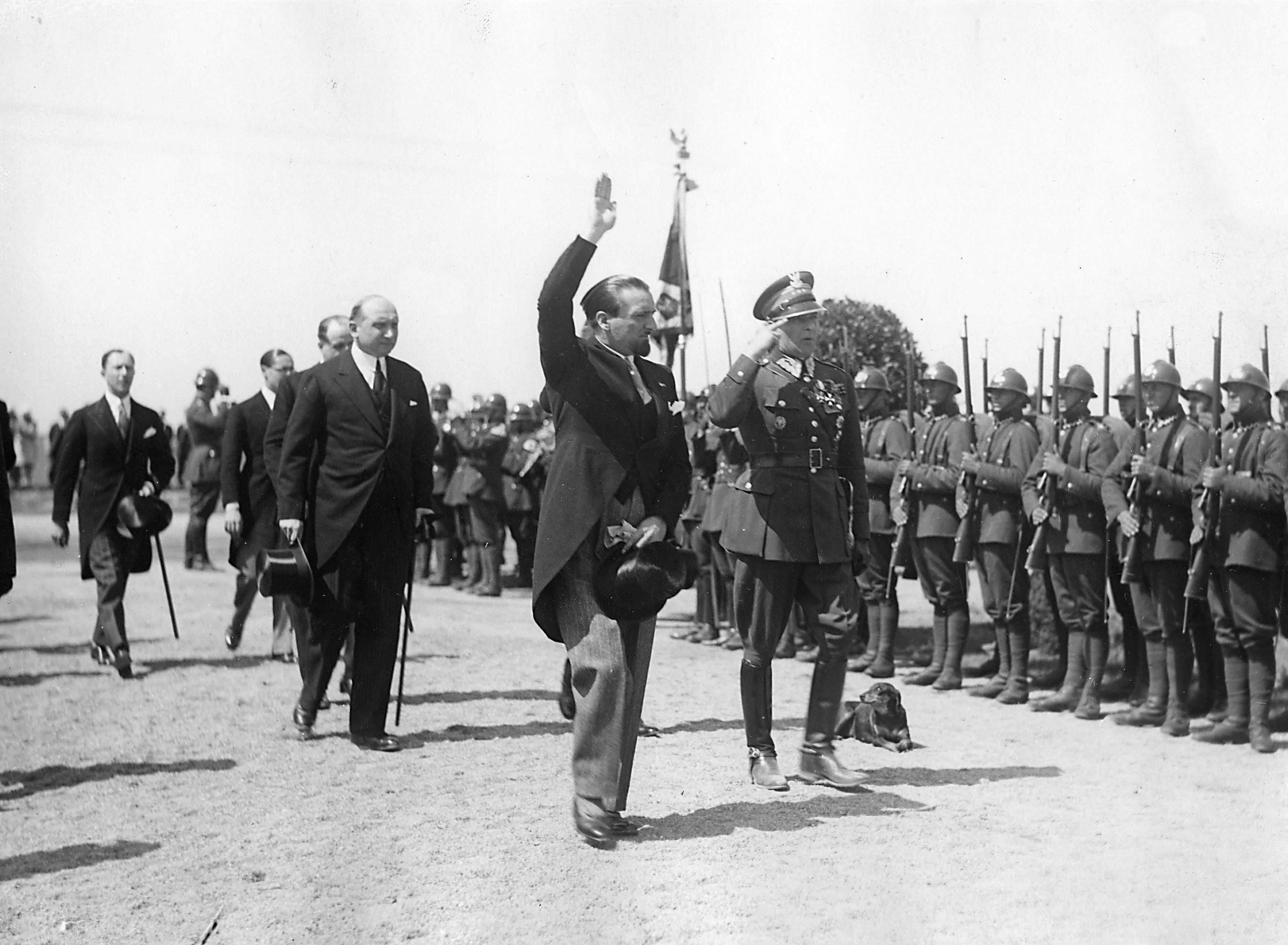
Uroczystość poświęcenia cmentarza w czerwcu 1930 roku

Cmentarz Żołnierzy Włoskich w Warszawie (wł. Cimitero militare italiano a Varsavia) – nekropolia znajdująca się w warszawskiej dzielnicy Bielany, przy ul. Marymonckiej 40. 

## Opis
Na cmentarzu o powierzchni 0,8 ha pochowano 898 żołnierzy włoskich wziętych do niewoli przez wojska Cesarstwa Niemieckiego na froncie włoskim i zmarłych w obozach jenieckich na terenie Polski podczas I wojny światowej (w szesnastu rzędach) oraz 1415 obywateli Włoch poległych lub zamordowanych w hitlerowskich obozach jenieckich i koncentracyjnych podczas II wojny światowej, których prochy złożono na cmentarzu w latach 1957–1967. 
Cmentarz został zaprojektowany na terenach podmiejskich przez Biuro Techniczne Komisariatu Głównego ds. Cmentarzy Wojskowych w Rzymie. Realizacja projektu odbyła się na koszt rządu włoskiego. Z Włoch dostarczono kamienie nagrobne oraz elementy ogrodzenia. Projekt utrzymany jest w monumentalnym stylu czasów Mussoliniego. Niewysokie ogrodzenie kamienne zdobią gałęzie wawrzynu i panoplia – tarcze legionów rzymskich.
Na środku cmentarza znajduje się tablica pamiątkowa ku czci sześciu włoskich generałów (Spatocco, Andreoli, Balbobertone, Ferrero, Trionfi, Vaccaneo) zamordowanych przez oddział Waffen-SS 28 stycznia 1945 w Kuźnicy Żelichowskiej w województwie wielkopolskim.
W 1970 cmentarz został poddany gruntownemu remontowi, w trakcie którego usunięto pierwotnie prowadzącą na cmentarz monumentalną bramę z piaskowca, którą zastąpiła kuta żelazna furtka. 
Cmentarz ma kształt kwadratu z dwiema krzyżującymi się pod kątem prostym głównymi alejami. Na końcu alejki wiodącej od wejścia w głąb cmentarza znajduje się ołtarz z krzyżem, za którym stoi stela z wyrytymi nazwami miejscowości, z których ekshumowano ciała poległych i pomordowanych Włochów. Po bokach od steli znajdują się ściany, za którymi są zagłębione w ziemi katakumby. Przed głównym wejściem dwa ujęcia wody wykute w kamieniu.
Nekropolia znajduje się pod opieką Ambasady Włoch w Polsce.